# Kungshamns gård

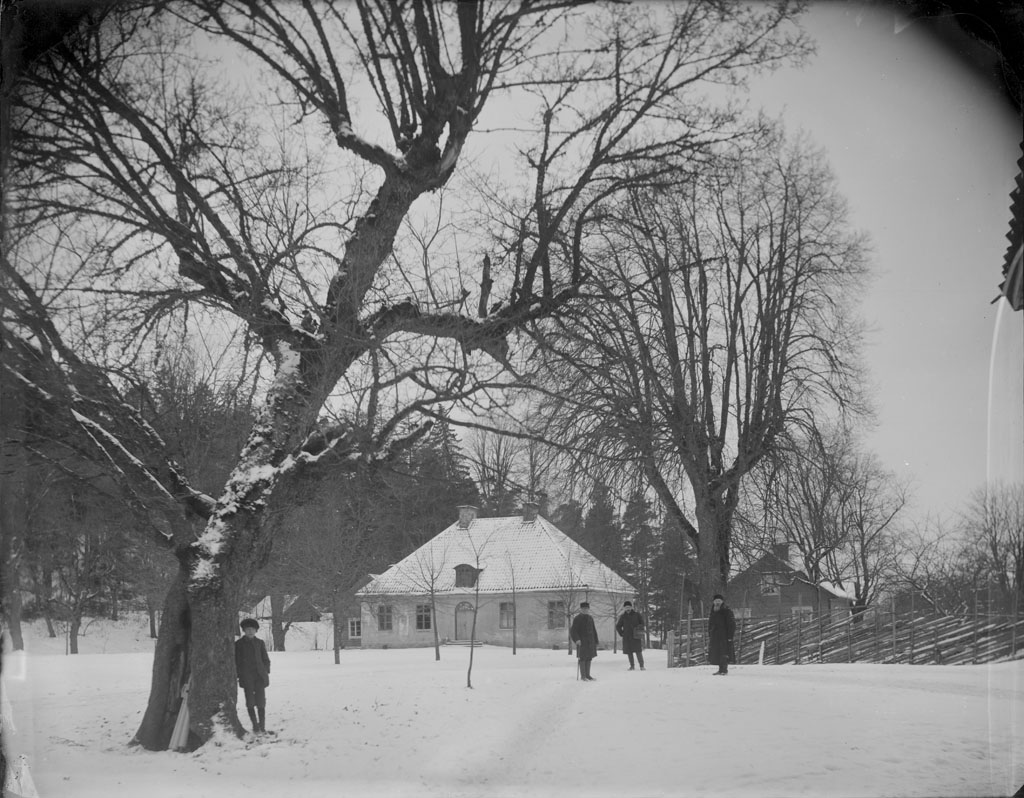
Kungshamn fotograferat av Carl Curman omkring 1900.

Kungshamn är ett gammalt frälsegods och herrgård i Alsike socken i Knivsta kommun.
Kungshamn inköptes av Per Gustaf af Ugglas, som hade för avsikt att skapa ett sammanhängande jordimperium över stora delar av Södermanland och Uppland. 1840 gav han bort Kungshamn som morgongåva till sin dotter Thérèsine tillsammans med Krusenberg och Fredrikslund, då hon 1840 gifte sig med löjtnanten Carl Emanuel Cederström. De nygifta slog sig ned på Krusenberg. Tanken var att den äldste sonen Carl, skulle ta över Krusenberg, men yngste sonen Emanuel som byggt upp en stor samling antikviteter på gården tjatade sig till att få behålla den. Mellansonen konstnären Gustaf Cederström föredrog kontanter, så Karl övertog både Kungshamn och Fredrikslund. Av deras barn löste dottern Charlotte ut sina syskon från Fredrikslund, medan dottern Anna Cederström övertog Kungshamn. Anna, född 1878, som vuxit upp vid hovet i Stockholm trivdes inte alls i dessa kretsar, utan lämnade hovlivet och utbildade sig till lärarinna, varefter hon slog sig ned på Kungshamn. Anna kom att engagera sig djupt för naturskyddet på herrgårdens ägor. Vid sin död lät hon genom donation inrätta gården ägor till naturskyddsområde som nu är en del av Kungshamn-Morgas naturreservat.